# Friedrich von Strantz (General, 1832)
Friedrich Wilhelm Lebrecht von Strantz (* 13. Juli 1832 in Breslau; † 2. März 1909 in Kösen) war ein preußischer Generalleutnant.

## Leben

### Herkunft
Friedrich war der Sohn des preußischen Generalleutnants Ludwig von Strantz (1783–1865) und dessen Ehefrau Lucie, geborene Gräfin von Maltzahn (1796–1834) aus dem Hause Militsch, geschiedene Gräfin von Haugwitz. Sein Bruder Ferdinand (1821–1909) wurde Direktor der Königlichen Hofoper in Berlin, Gustav (1823–1908), preußischer Generalmajor.

### Militärkarriere
Strantz, dessen Taufpate der preußische König Friedrich Wilhelm III. war, erhielt seine Erziehung im elterlichen Hause. Er besuchte ein Gymnasium sowie die Ritterakademie in Liegnitz und trat am 14. April 1850 als Offizieranwärter in das 5. Jäger-Bataillon der Preußischen Armee ein. Bis Mitte Juli 1853 avancierte er zum Sekondeleutnant und fungierte von 1857 bis 1861 als Bataillonsadjutant. Nachdem man ihn Mitte Oktober 1859 zum Premierleutnant befördert hatte, wurde Strantz ab Oktober 1862 für ein halbes Jahr zur Dienstleistung beim 2. Niederschlesischen Infanterie-Regiment kommandiert. Daran schloss sich eine Kommandierung als Adjutant des Fürsten Konstantin an. Am 9. Mai 1895 stieg Strantz zum Hauptmann und Chef der 2. Kompanie auf. In dieser Stellung nahm er 1866 am Deutschen Krieg und 1870/71 während des Krieges gegen Frankreich an den Kämpfen bei Weißenburg, Wörth, Sedan sowie der Belagerung von Paris teil.
Ausgezeichnet mit beiden Klassen des Eisernen Kreuzes wurde Strantz nach dem Friedensschluss am 11. Januar 1873 als Major in das 4. Badische Infanterie-Regiment „Prinz Wilhelm“ Nr. 112 versetzt. Vom 16. April 1874 bis zum 18. Juni 1878 war er Kommandeur des Großherzoglich Mecklenburgischen Jäger-Bataillons Nr. 14. Er stieg am 11. Juni 1879 zum Oberstleutnant sowie am 18. Oktober 1883 zum Oberst auf und wurde kurz darauf am 4. November 1883 unter Stellung à la suite mit der Führung des 7. Thüringischen Infanterie-Regiments Nr. 96 beauftragt. Am 6. Dezember 1883 folgte seine Ernennung zum Regimentskommandeur. Unter Stellung à la suite beauftragte man ihn am 12. Juli 1888 mit der Führung der 41. Infanterie-Brigade in Mainz. Vom 2. August 1888 bis zum 18. November 1890 war er als Generalmajor Kommandeur dieser Brigade. Im Januar 1890 erhielt er anlässlich des Ordensfestes den Roten Adlerorden II. Klasse mit Eichenlaub. Am 19. November 1890 wurde Strantz mit der Beförderung zum Generalleutnant zu den Offizieren von der Armee überführt und am 18. Dezember 1890 in Genehmigung seines Abschiedsgesuches mit der gesetzlichen Pension zur Disposition gestellt.

### Familie
Strantz hatte sich am 27. September 1858 in Görlitz mit Klementine Gräfin von Reichenbach-Goschütz (1838–1924) verheiratet, die älteste Tochter des preußischen Hauptmanns Leopold von Reichenbach-Goschütz (1808–1890). Aus der Ehe gingen folgende Kinder hervor:
- Klementine (* 1859), Hofdame der Herzogin Mathilde von Württemberg
- Kurt (1861–1908), preußischer Premierleutnant a. D., Bezirksamtmann in Daressalam, Deutsch-Ostafrika sowie Bürgermeister von Bad Grund[2]
- Elsa (* 1867) ⚭ 28. September 1889 in Mainz Hans von Weller, preußischer Major
- Harry (* 1872), preußischer Sekondeleutnant im 8. Badischen Infanterie-Regiment Nr. 169